# Frederick Morris (Richter)
Frederick Reginald Morris (* 1. Dezember 1929 in Kilkenny, County Kilkenny, Irland) ist ein früherer irischer Richter und vormaliger Rechtsanwalt. Er war Richter am und Präsident des High Courts und Richter am Supreme Court der Republik Irland.

## Leben
Morris studierte am University College Dublin Rechtswissenschaften. Die Zulassung zur Rechtsanwaltschaft als Barrister erfolgte nach der Ausbildung am King’s Inns 1959. 1973 wurde er zum Senior Counsel. 
Am 1. August 1990 wurde Morris zum Richter am High Court ernannt und übernahm auch Richteraufgaben am Special Criminal Court ab 1991. Er folgte am 1. August 1998 Declan Costello als Präsident des High Courts. Damit war er auch ex officio-Richter am irischen Supreme Court. 
Am 24. April 2001 ging Morris in den Ruhestand.